# داگی استایل

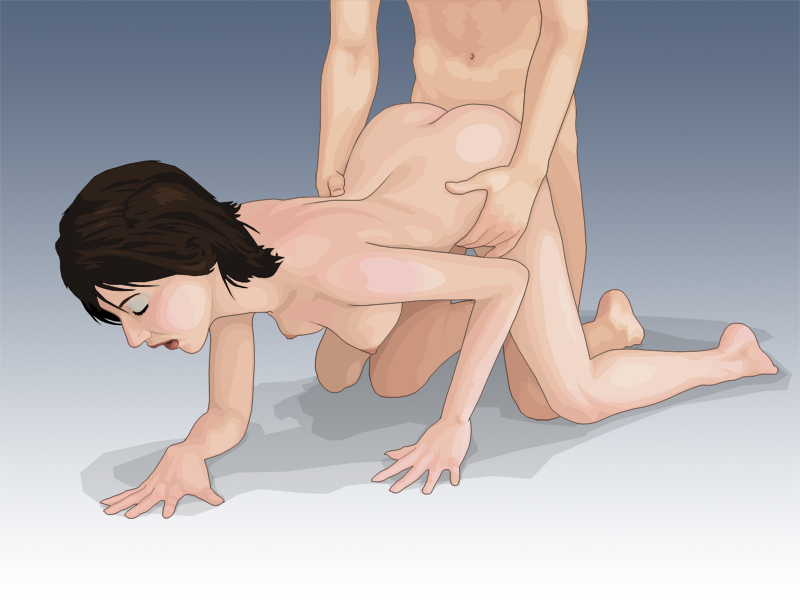
پوزیشن به سبک سگی

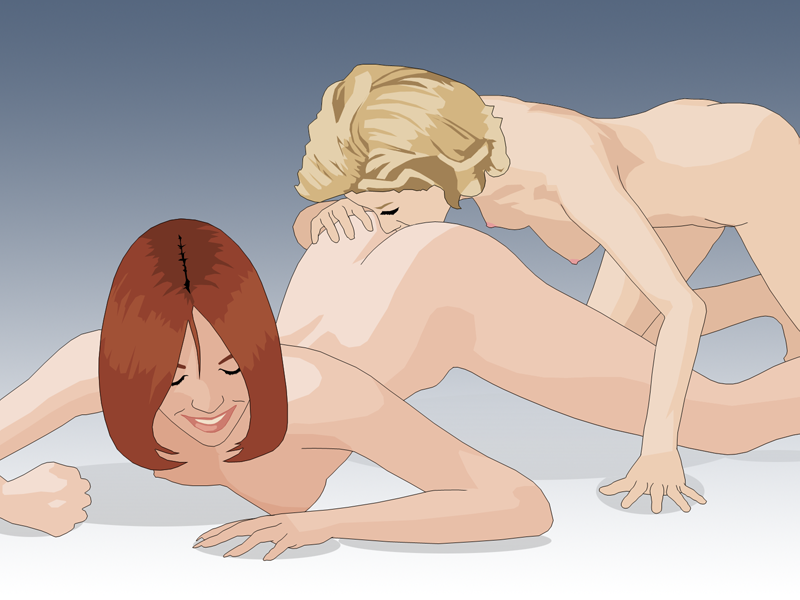
مقعدلیسی دو زن در حالت سگی

داگی استایل (به انگلیسی: Doggy style) یا شیوه سگی یک وضعیت جنسی است که در آن یکی از شرکت‌کنندگان برای برقراری رابطه جنسی، سایر اشکال دخول جنسی یا سایر فعالیت‌های جنسی خم می‌شود، روی چهار دست و پا خم می‌شود (معمولاً روی دست و زانو)، یا روی شکم دراز می‌کشد. استایل سگی شکلی از قرارگیری از پشت است، دیگران با شریک دریافت کننده در حالت خوابیدن به پهلو در وضعیت جنسی قاشقی یا روش‌های آمیزش جنسی دختر گاوچران معکوس هستند. رابطه جنسی غیر دخول در این وضعیت نیز ممکن است به عنوان سبک سگی در نظر گرفته شود.
اگرچه این حالت متداول‌ترین پوزیشن جنسی نیست، اما به عنوان پوزیشن مورد علاقه مردان در نظر گرفته می‌شود، در حالی که وضعیت معکوس دختر گاوچران مورد علاقه زنان است. بین شرکای جنسی، فردی که در حالت سگی قرار دارد معمولاً منفعل است، در حالی که شریک دیگر فعال است (اگرچه گاهی اگر فردی که در حالت سگ قرار دارد به سمت شریک زندگی خود پشت سرش برود، برعکس می‌شود). هر یک از طرفین ممکن است شریک غالب یا شریک مطیع باشد. شریک مطیع در وضعیت سگی برای انواع فعالیت‌های جنسی اضافی باز است، به طوری که شریک فعال می‌تواند در حین رابطه جنسی مقعدی به واژن، مقعد نفوذ کند یا در موقعیتی باشد که به سادگی کل بدن را ماساژ دهد.

## تاریخچه و ریشه‌شناسی

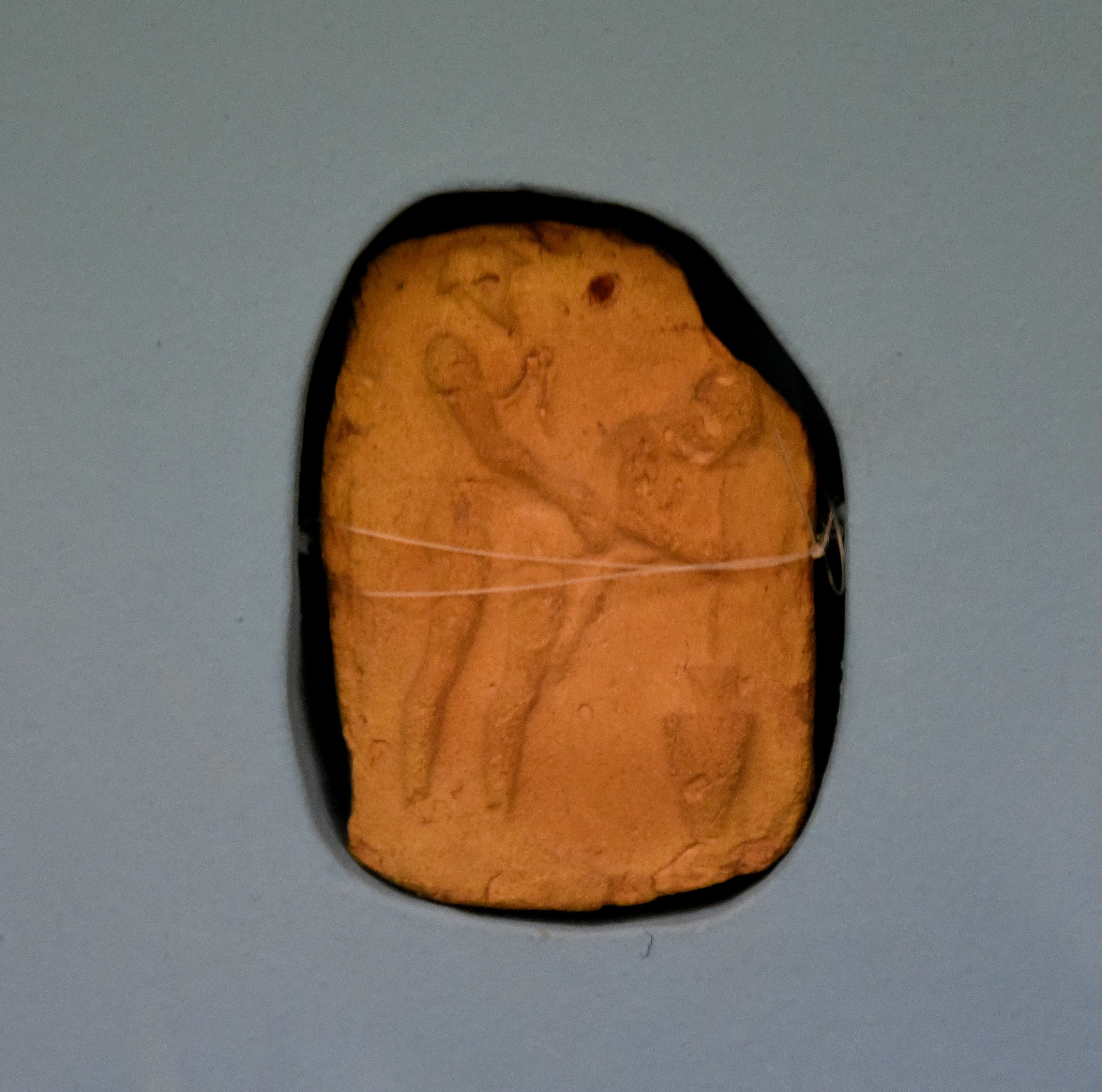
پلاک شهوانی که رابطه جنسی به سبک سگی را بین یک مرد و یک زن نشان می‌دهد. از عراق، دوره بابل قدیم، ۲۰۰۰–۱۵۰۰ پ.م. موزه شرق باستان، استانبول.

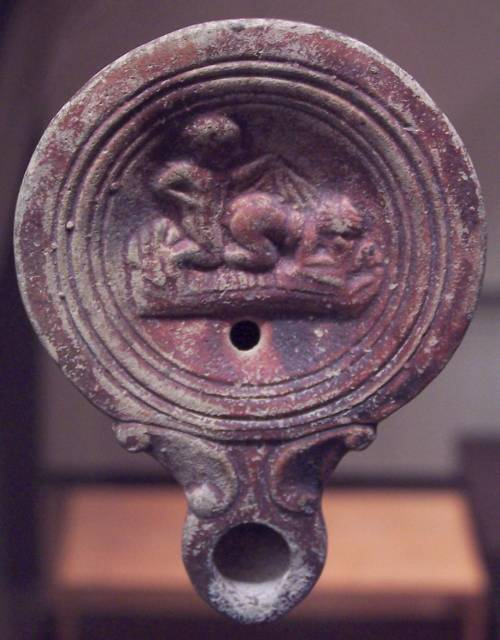
چراغ نفتی روم باستان که موقعیت سبک سگ را نشان می‌دهد

در روم باستان، این عمل به عنوان coitus more ferarum شناخته می‌شد که در لاتین به معنای «رابطه جنسی به شیوه جانوران وحشی» بود. منشأ خاص اصطلاح سبک سگی مشخص نیست، اما احتمالاً اشاره ای به موقعیت اولیه ای است که سگ‌ها هنگام جفت‌گیری در نظر گرفته‌اند. در کاما سوترا به عنوان موقعیت گاو یا کنگره یک گاو توصیف شده‌است، و در باغ معطر ذکر شده‌است.

## تمرین‌ها
وضعیتی که همسر دریافت کننده آن را اتخاذ می‌کند، شبیه رفتار لوردوزیس است – یک وضعیت فیزیکی که در بسیاری از پستانداران ماده دیده می‌شود، اغلب زمانی که آنها برای رابطه جنسی/جفت‌گیری آماده هستند، که مشخصه اصلی آن قوس شکمی ستون فقرات است. در حین نفوذ واژن از پشت، آلت تناسلی ممکن است به عمق واژن نفوذ کند و با دیواره خلفی واژن تماس ترجیحی پیدا کند و احتمالاً به فورنیکس خلفی برسد. در حالی که در موقعیت میسیونری با دیواره قدامی واژن تماس ترجیحی دارد و نوک آلت تناسلی می‌تواند به فورنیکس قدامی برسد.
در این موقعیت، شریک دریافت کننده به‌طور ضمنی به شریک فعال یک کارت سفید روی بدن خود می‌دهد. علاوه بر سایر اعمال جنسی بالقوه، شریک فعال ممکن است نواحی اروژنی شریک پذیرنده مانند اندام تناسلی، نوک سینه‌ها، باسن را ماساژ داده یا تحریک کند، کتک زدن، یا معرفی یک اسباب بازی جنسی، مانند دیلدو یا ویبراتور، وارد واژن یا مقعد می‌شود. پوزیشن سگی ممکن است برای شرکت کنندگان شهوانی یا از نظر جنسی تحریک آمیز باشد.

## مزایا و معایب
اگر هر یک از طرفین دارای مشکلات کمر یا برخی از بیماری‌های دیگر باشد، سبک سگی ممکن است یک پوزیشن جنسی ترجیحی باشد. در حین استایل سگی، کیسه بیضه گاهی اصطکاک به کلیتوریس ایجاد می‌کند، بنابراین احتمالاً باعث ایجاد ارگاسم یا تحریک جنسی در زن می‌شود. برای برخی از زنان، رابطه جنسی به سبک سگی به تحریک ناحیه ای که ممکن است «نقطه جی» نامیده می‌شود کمک می‌کند. با این حال، این وضعیت ممکن است فقط حداقل تحریک کلیتوریس را ارائه دهد؛ بنابراین برخی از زنان ممکن است برای رسیدن به ارگاسم نیاز به تحریک دستی داشته باشند. با این حال، برخی از مردان ممکن است بتوانند کلیتوریس را به ترتیب با آلت تناسلی و کیسه بیضه در طول رابطه جنسی به سبک سگی تحریک کنند.
استایل سگی فوایدی را به عنوان موقعیت جنسی در رابطه جنسی گروهی، مانند زمان سه نفری، ارائه می‌دهد. سبک سگی به شریک غیرفعال اجازه می‌دهد تا فلاتیو را روی شرکت کننده مرد (که «اسپیترواست» نامیده می‌شود) انجام دهد یا روی یک شرکت کننده زن کونیلینگوس را انجام دهد.
برخی از زنان ممکن است در این موقعیت احساس آسیب‌پذیری کنند، زیرا مستلزم سطحی از اعتماد و تسلیم کنترل توسط گیرنده به شریک فعال است. با این حال، برخی از زنان این انتقال کنترل به شریک زندگی را برانگیخته می‌دانند. طبق کتاب «لذت جنسی» نوشته باربارا کیزلینگ، بسیاری از زوج‌های تثبیت‌شده، سبک سگی را تأییدکننده می‌دانند.
برخی سبک سگی را غیر عاشقانه می‌دانند. برخی این موقعیت را کمتر صمیمی می‌دانند زیرا تماس چشمی و بوسیدن دشوارتر است.

## به عنوان یک موضوع در هنر
سبک سگی در بیشتر فرهنگ‌ها در همه زمان‌ها شناخته شده‌است و در هنر به تصویر کشیده شده‌است:

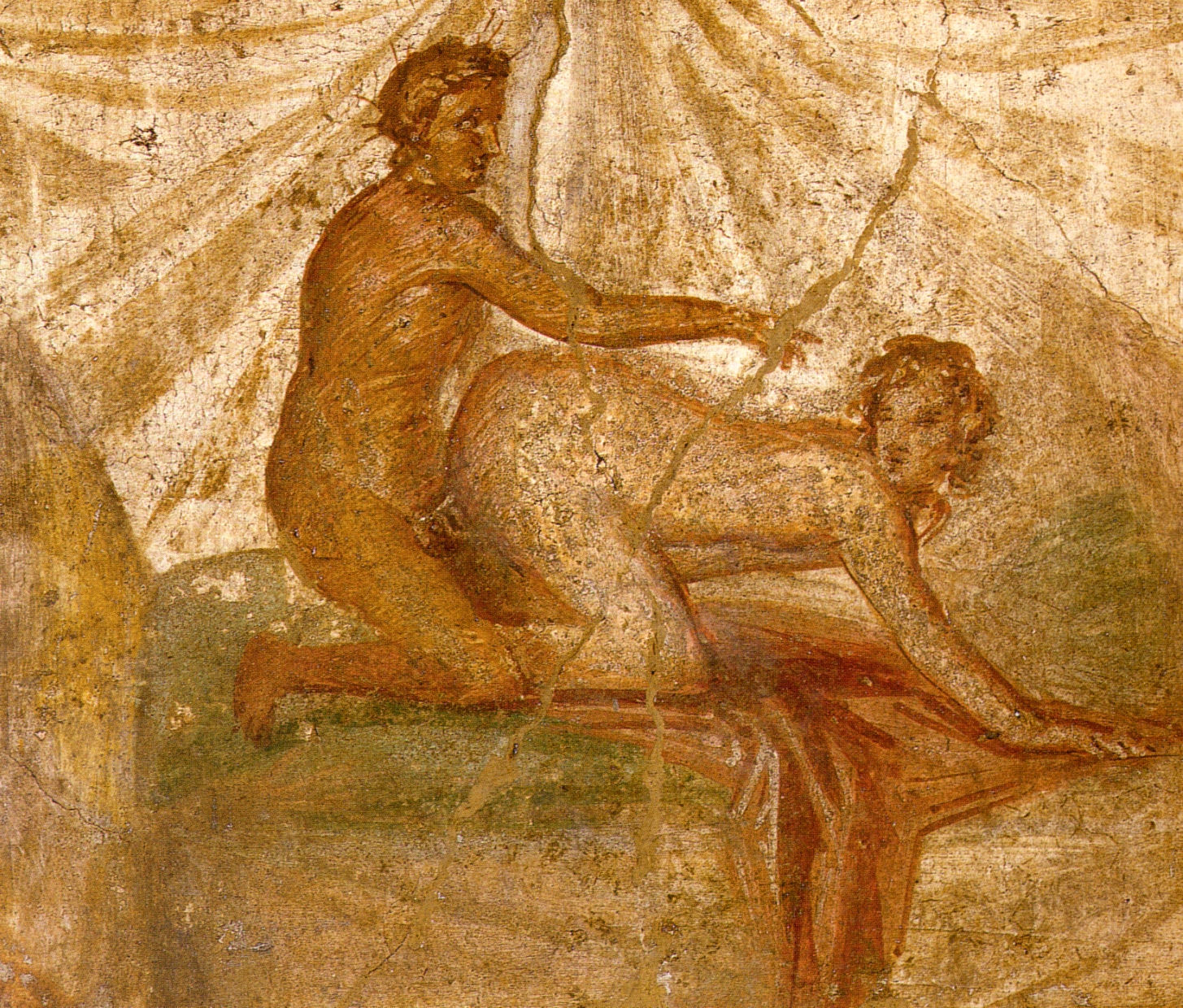
سبک‌های پمپی
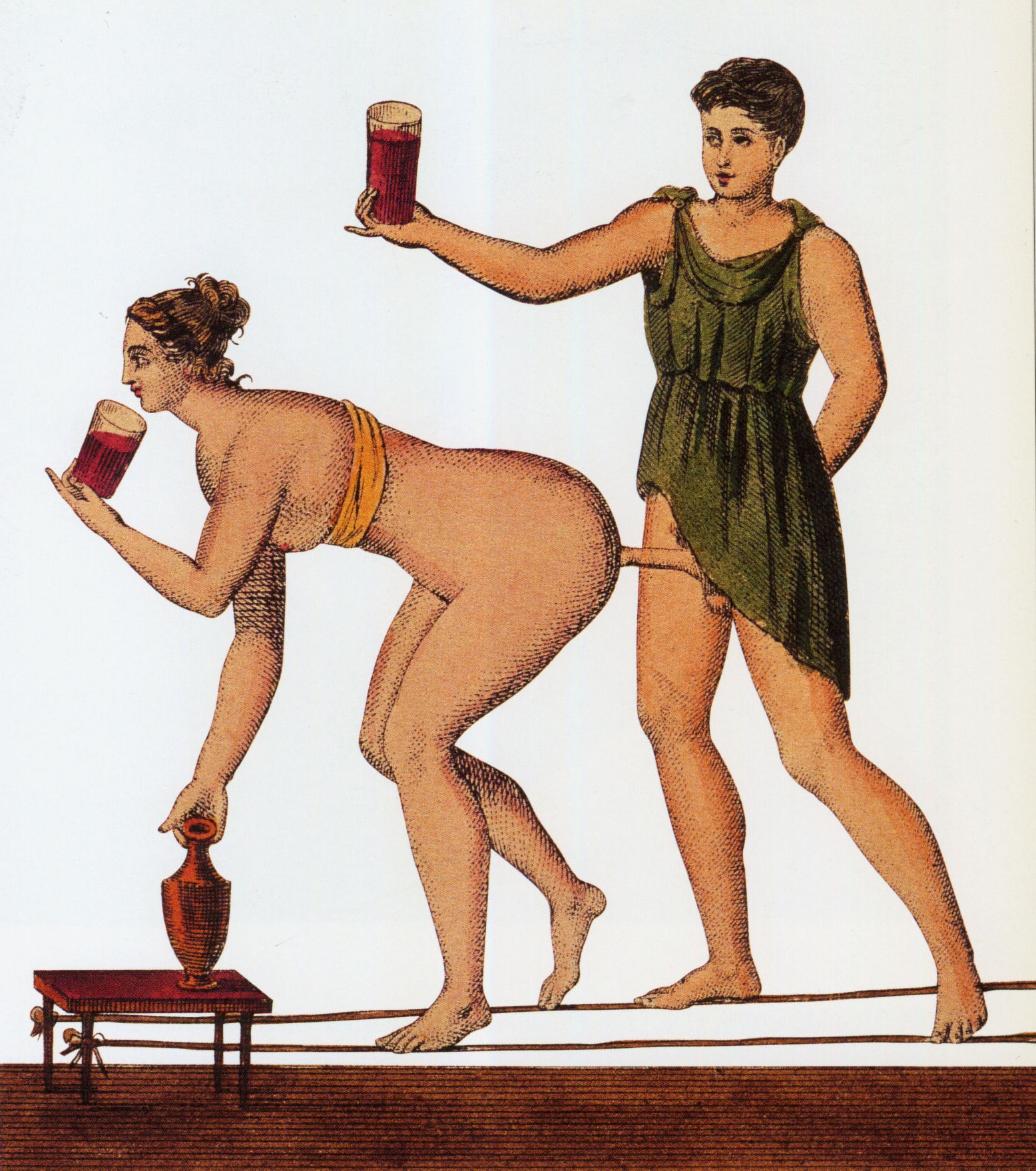
پمپئی - میخانه ای در از طریق دی مرکوریو
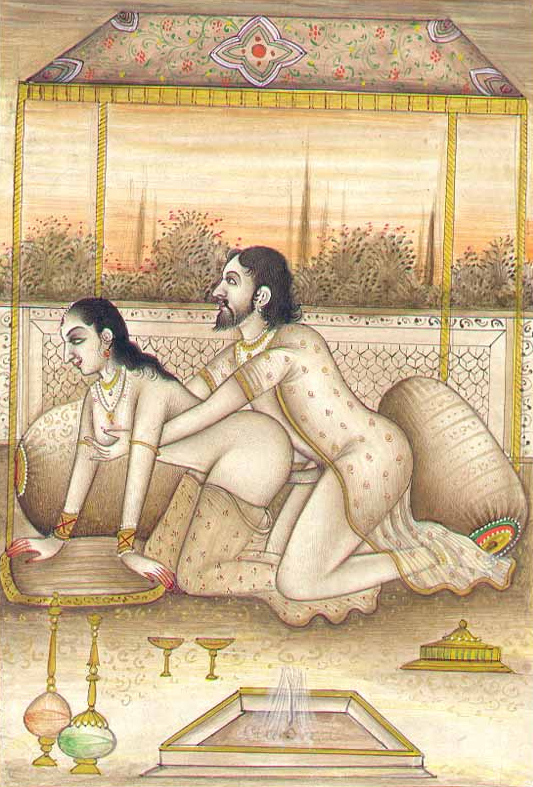
کاما سوترا
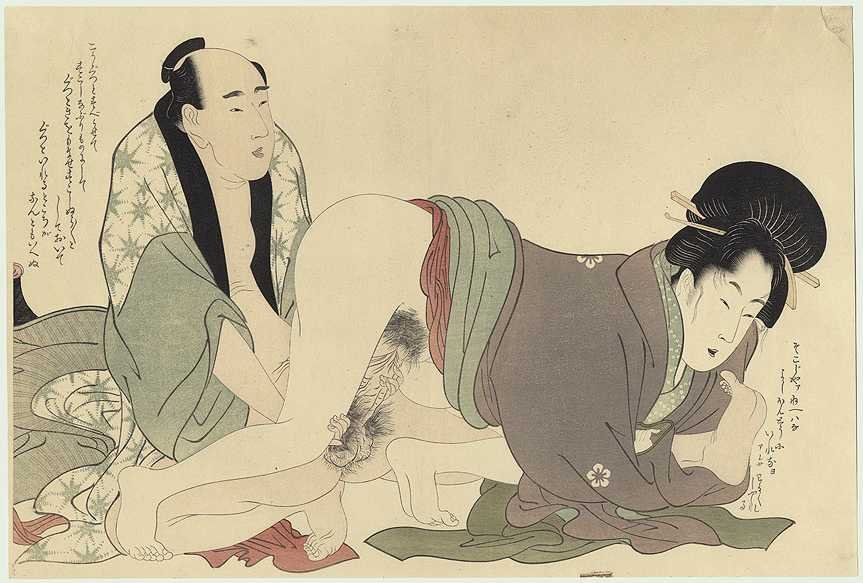
اوتامارو، ۱۷۹۹
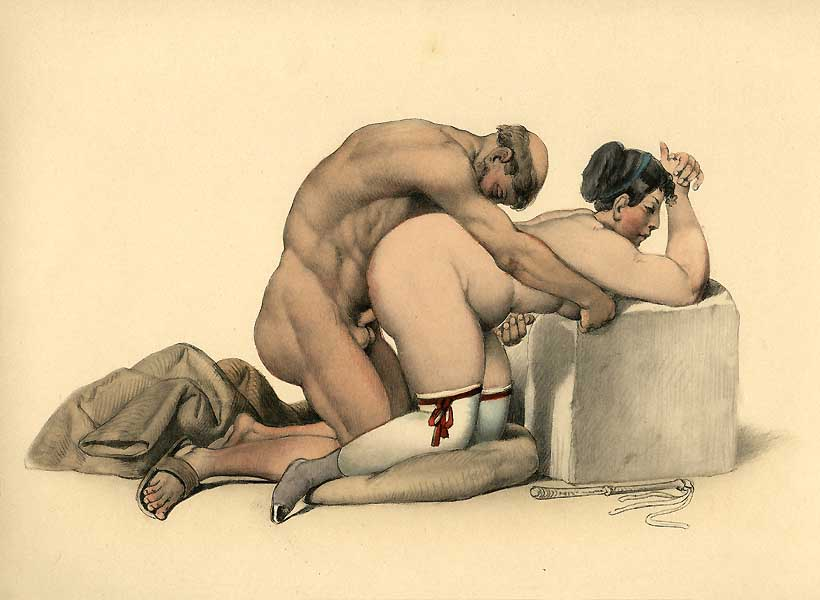
پیتر یوهان نپوموک گایگر
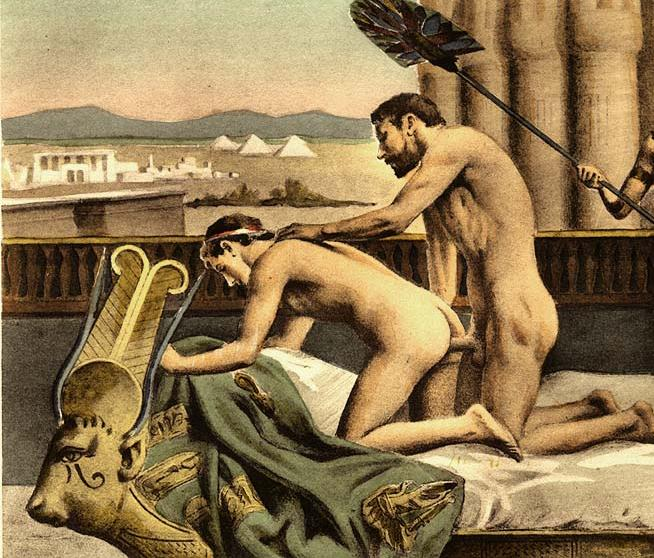
ادوارد هانری آوریل - هادریان و آنتینوس در حالت سگی
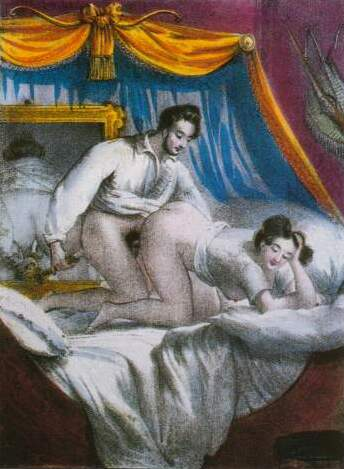
آشیل دوریا - زوجی که رابطه جنسی به سبک سگی دارند